# Espagnes médiévales
L'expression plurielle « les Espagnes » (las Españas en espagnol) est l'un des termes utilisés au Moyen Âge, pendant la Renaissance et tout au long de l'époque moderne (jusqu'au milieu du XIXe siècle) pour désigner les différentes entités politiques de la péninsule Ibérique nées de la Reconquista,. Elle apparaît dans la titulature des souverains espagnols de la Monarchie catholique espagnole jusqu'au début du règne d'Isabelle II, en 1833. D'un point de vue géopolitique, elle renvoie aux différents royaumes et États d'Espagne, le terme « Espagne » désignant ici non une entité politique centralisée, mais un espace géographique, synonyme de péninsule Ibérique, divisé en plusieurs royaumes souverains (étymologiquement, le mot Espagne vient du latin Hispania, désignant l'Hispanie romaine, c'est-à-dire l'ensemble de la péninsule). D'un point de vue spatial (et anachronique), le terme « Espagnes » renvoie conjointement à l'Espagne moderne, à l'Andorre et à Gibraltar, mais aussi au Portugal, qui doit être considéré comme un État hispanique (ou ibérique) à part entière, au même titre que les anciens royaumes de Castille, de Navarre et d'Aragon.
Au Moyen Âge, le terme Espagne ou Espagnes ne désignait souvent que la partie de la péninsule Ibérique sous domination chrétienne, tandis que les différents États musulmans (émirats, califats, royaumes de l'époque des taïfas et enfin le royaume de Grenade) sont génériquement appelés Al-Andalus. À l'époque de son morcellement maximal, au XIe siècle, la péninsule Ibérique est divisée en 36 unités politiques pendant une cinquantaine d'années : 25 taïfas et 11 roitelets chrétiens septentrionaux.

## Chronologie
- 414-711 : période wisigothique
- 711-718 : conquête musulmane
- 718-1492 : période d'Al-Andalus et de la Reconquista, reconquête chrétienne des terres des califats et royaumes musulmans d'Espagne.
- 1492-1580 : Monarchie catholique espagnole, découverte de l'Amérique et domination de l'océan Indien par le royaume de Portugal. Début du Siècle d'Or Ibérique[3],[4].
- 1580-1640 : Union ibérique
- 1640-1659 : révoltes du Portugal et de la Catalogne. Guerre franco-espagnole. Traité des Pyrénées. Fin du Siècle d'Or Ibérique[5],[6].
- 1640-1715 : de la fin de l'Union ibérique aux décrets de Nueva Planta
- 1715-1833 : de l'Espagne des royaumes à l'Espagne des provinces.

## Des royaumes issus de la "Reconquista"
La chrétienté ibérique trouve ses fondements dans la petite enclave des Asturies, seul espace hispanique à échapper à la domination musulmane d'al-Andalus. Progressivement, plusieurs royaumes apparaissent sur les marches reconquises. Au terme de la Reconquista, il est possible de distinguer cinq royaumes chrétiens dans la péninsule Ibérique tantôt alliés, tantôt concurrents. Leur histoire recouvre celle du Moyen Âge espagnol. Le terme Espagne, à l'époque, ne correspond pas à une réalité politique mais à une entité géographique, héritière de l'hispanie romaine.
- La Péninsule Ibérique en 1450 :

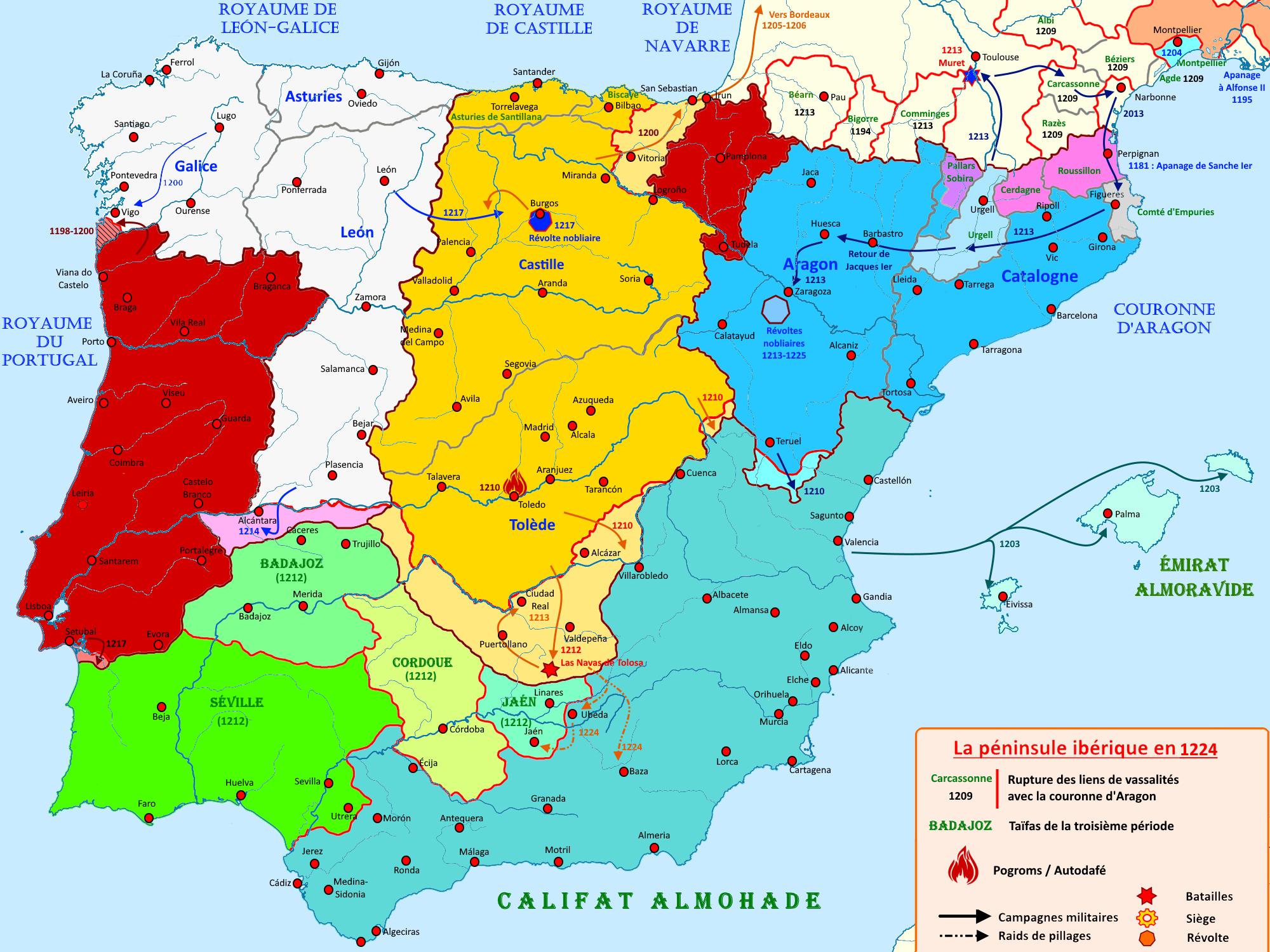
Les royaumes chrétiens face à l'empire almohade en 1224, période d'al-Andalus dite de la conquête almohade.

  - la couronne de Castille (expression politique) ou les Deux Castilles ; vieille au nord et nouvelle au sud (expression géographique)
    - le royaume de Castille
    - le royaume de León
    - la principauté des Asturies
    - les royaumes de Galice, Algésiras, Tolède, Séville, Cordoue, Gibraltar, Jaèn
    - la seigneurie de Molina

  - La couronne d'Aragon (union personnelle d'États politiquement séparés) avec
    - le royaume d'Aragon
    - la principauté de Catalogne (initialement le comté de Barcelone)
      - les comtés de Roussillon et de Cerdagne dits aussi plus simplement les Comtés

    - le royaume de Valence
    - le royaume de Majorque

  - le royaume de Portugal
  - le royaume de Navarre
  - le royaume de Grenade.

## Plusieurs Espagnes
Pendant tout le Moyen Âge, les différents royaumes ibériques s'efforcent d'absorber ou de dominer leurs voisins, avec des politiques complexes d'alliances matrimoniales et des guerres parfois très violentes. Aux XIVe et XVe siècles, les trois États hispaniques les mieux placés pour réaliser l'unité des Espagnes sont le Royaume de Portugal, la Couronne de Castille et la Couronne d'Aragon. Après l'échec des tentatives d'Alphonse V l'Africain pour conquérir la Couronne de Castille (marié à Jeanne Beltraneja, il ne règne que 4 ans sur la Castille, de 1475 à 1479), le Portugal délaisse quelque peu les affaires internes du reste de la péninsule et s'investit davantage outre-mer sous le règne de Jean II (les souverains portugais poursuivent cependant une politique très active de mariages le plus souvent consanguins avec les rois de Castille et d'Aragon).
Le désengagement du Portugal, qui tourne le dos à la Péninsule Ibérique pour se lancer à la conquête des océans, laisse les mains libres aux autres souverains hispaniques pour sceller leurs alliances. Au sortir de l'« année cruciale », la découverte de l'Amérique par Christophe Colomb et la prise du royaume de Grenade projettent les Couronnes unifiées de Castille et d'Aragon directement au rang d'Empire sur la scène européenne et mondiale, en concurrence avec leur voisin portugais tout juste entré dans l'océan Indien. L'ensemble prend le nom de Monarchie catholique et est propulsé au premier rang sur la scène européenne en l'espace de quelques décennies. Les souverains de Castille ont accentué la centralisation de leur Couronne autour de la Castille, aux dépens du Léon et surtout de la Galice. La Castille multiplie les conquêtes et les marches : Hispaniola (1492), Nouvelle-Espagne (1525). Madrid nomme des vice-rois sur ces nouvelles terres pour en assurer l'administration régalienne. L'Aragon, quant à lui, domine la Méditerranée occidentale et annexe en 1512 le sud du royaume de Navarre, qui cesse d'exister de facto en tant que royaume indépendant dans le cadre hispanique (il est administré par un vice-roi au nom du roi des Espagnes à partir du milieu du XVIe siècle).
En dépit de l'union personnelle des Couronnes d'Aragon et de Castille, et de la fin de l'indépendance de la Navarre espagnole, l'existence politique et juridique de plusieurs royaumes espagnols différenciés, disposant de fors distincts, et libres vis-à-vis les uns des autres, se maintient jusqu'à l'arrivée des Bourbons à Madrid au début du XVIIIe siècle. Les différents royaumes hispaniques sont réunis sous la houlette des Habsbourg in persona regis (en la personne du roi), et la Monarchie catholique dispose d'une organisation complexe, la polysynodie, qui préserve les particularismes locaux. Le roi est soumis aux us et coutumes de ses différents royaumes, qui divergent d'un État à l'autre : il est roi absolu en Castille (où le pouvoir est très centralisé) et monarque constitutionnel dans la couronne d’Aragon. Il tire sa légitimité de son investiture devant les Cortes, et doit leur rendre des comptes (ce phénomène est connu sous le nom de pactisme). Pendant toute la période moderne, l'Amérique dite espagnole est en réalité nommée « Indes de Castille » (et est rattachée exclusivement à la Couronne de Castille), et l'Empire castillan est soigneusement séparé de l'Empire méditerranéen de la Couronne d'Aragon. La Couronne d'Aragon elle-même est une confédération de royaumes théoriquement indépendants, disposant chacun de ses propres lois et institutions, et réunis sous la domination d'un prince unique, titré « roi d'Aragon et de Sicile ».
La pluralité de la Monarchie catholique et la singularité de chacun des royaumes espagnols s'imposent même aux souverains les plus puissants. En 1518, à Valladolid, Charles Quint n'obtient par exemple l'allégeance des Cortes de Castille que sous certaines conditions. Et il est obligé de répéter la cérémonie d'allégeance des Cortes dans chacun des royaumes constituant la couronne d'Aragon, ce qui le force à voyager de Valadolid à Saragosse, puis Barcelone. Au cours de ce voyage, il multiplie les maladresses : il passe plus de temps en Aragon qu'en Castille, créant un déséquilibre dans la représentation symbolique des Couronnes. Il nomme de nombreux Flamands à des postes clés du gouvernement, réclame subside sur subside, et se montre ignorant des usages et des langues espagnols, ce qui heurte profondément ses sujets. Entre 1520 et 1521, il doit affronter une révolte en Castille, et entre 1519 et 1523, il doit faire face à un soulèvement armé dans la région de Valence, les Germanías. Les mouvements de contestation, qui sont vaincus définitivement par la force en 1523, forcent Charles Quint à prendre en considération le caractère particulier, complexe et central des Espagnes au sein de son immense héritage. Profitant de son expérience, son fils Philippe, né et éduqué en Espagne, se montre beaucoup plus soucieux des us et coutumes des Espagnes, et est beaucoup mieux accepté par ses sujets.

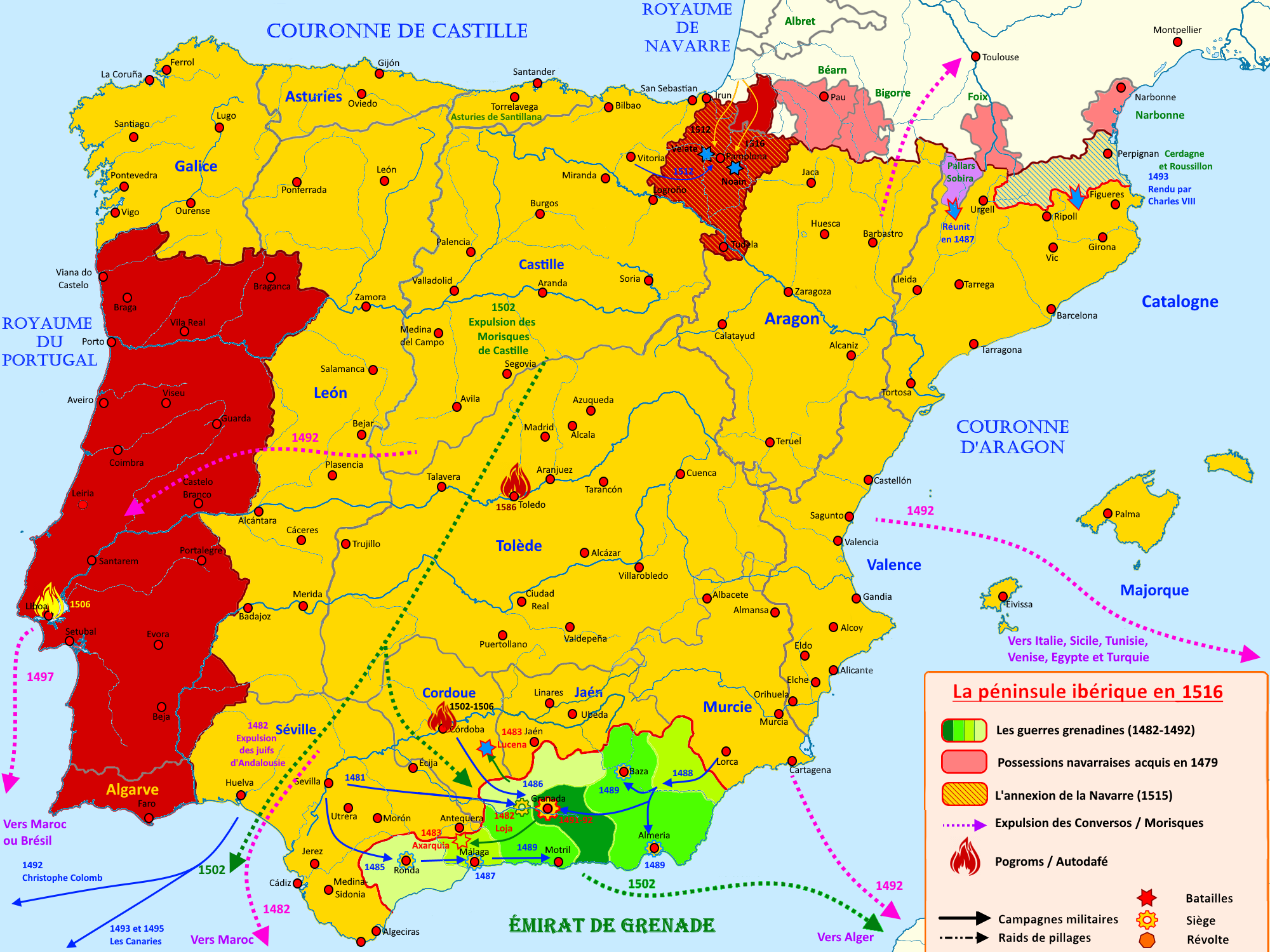
Le royaume des Espagnes en 1516

## De l'Union ibérique à la fin de la dynastie des Habsbourg d'Espagne
La mort du roi Sébastien Ier de Portugal lors de la bataille d'Alcacer-Quibir, en 1578, amène Philippe II de Castille (de Habsbourg)sur le trône portugais en 1580, sous le nom de Philippe Ier de Portugal. Cependant, le Portugal reste un État souverain, associé au reste de la péninsule et à la Monarchie catholique. Là encore, l'union n'est pas politique mais personnelle, in persona regis (en la personne du roi) : les souverains castillans règnent tous au Portugal sous un nom de règne portugais, avec stricte séparation des administrations, monnaies, armées et Empires. Les Cortes de Tomar (1581), qui reconnaissent Philippe de Habsbourg comme roi de Portugal, imposent des conditions de règne très strictes au monarque. Et la titulature des souverains espagnols rappelle clairement la stricte séparation du Portugal, très attaché à son indépendance, d'avec le reste de la péninsule, elle-même plurielle politiquement, puisque Philippe de Habsbourg et ses trois successeurs portent le titre (court) de « Roi des Espagnes et de Portugal ».

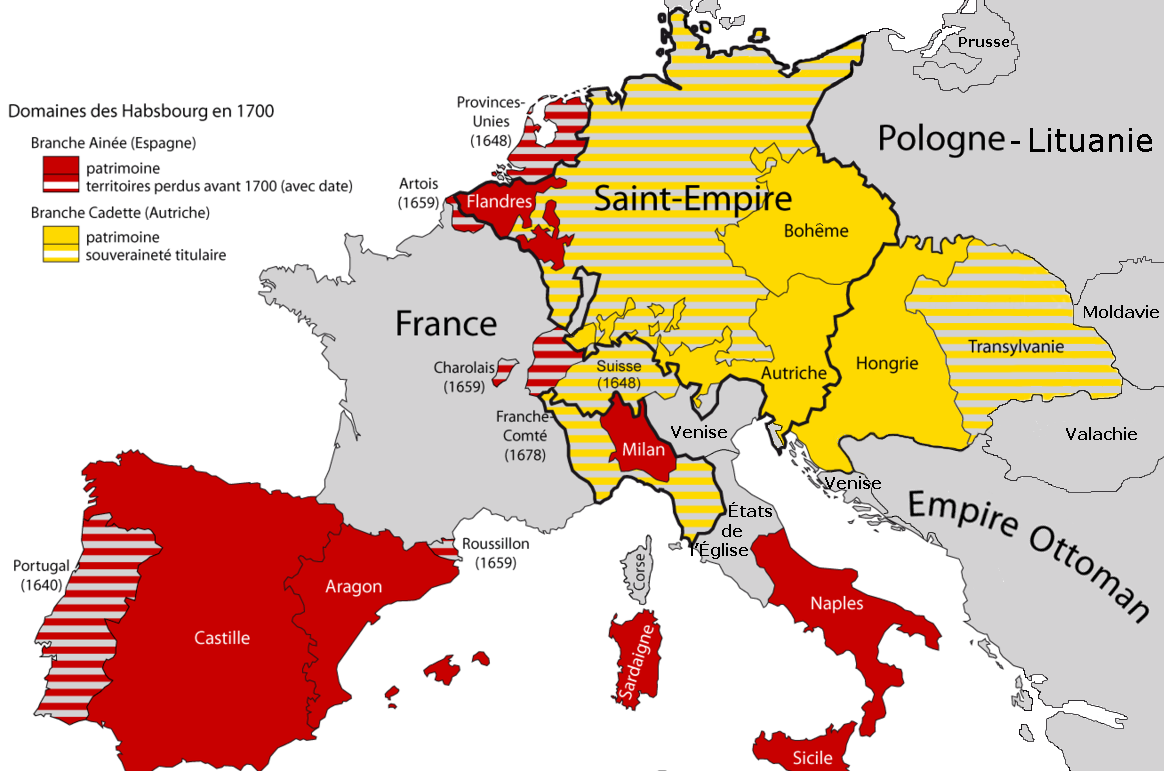
Héritage européen des Habsbourg d'Espagne en 1700. Les Couronnes de Castille et d'Aragon sont encore clairement séparées. Le Portugal, qui a retrouvé une dynastie nationale depuis 1640, tourne définitivement le dos à l'ensemble hispanique.

Ce titre marque pour la première fois la césure claire entre le Portugal et le reste des Espagnes. Les spécificités du Portugal au milieu de la communauté de destin hispanique apparaissent alors : le pays est un royaume ibérique (et non une Couronne) structuré autour d'un État-nation unitaire qui dispose d'une langue unique, qui se reconnaît un destin à part, et qui a bâti seul un gigantesque Empire, alors que les deux autres grandes puissances ibériques sont des confédérations monarchiques à langues multiples : Couronne de Castille et Couronne d'Aragon, qui gèrent chacune aussi leur empire.
Pendant toute l'Union ibérique et presque toute la période moderne, la monarchie catholique espagnole est une monarchie plurielle, et il est encore exact de parler, pendant le Siècle d'or espagnol, d'Espagnes. La titulature complète de celui que l'on appelle Charles Quint était déjà en réalité « Charles II, duc de Bourgogne et souverain des Pays-Bas », « Charles Ier, souverain des Couronnes de Castille et d'Aragon, roi des Espagnes (Carlos I) », « roi de Naples et de Sicile », « Charles Quint (Karl V) » étant son nom d'empereur du Saint-Empire romain germanique. Ses successeurs Philippe II, III et IV de Habsbourg sont quant à eux « rois de Castille, de Léon, d’Aragon, des Deux-Siciles, de Jérusalem, de Portugal, de Navarre, de Grenade, de Tolède, de Valence, de Galice, de Majorque, de Sardaigne, de Séville, de Cordoue, de Corse, de Murcie, de Jaén, des Algarves, de Gibraltar, des îles Canaries, des Indes orientales et occidentales, îles et Terre Ferme de la mer Océane, archiduc d’Autriche, duc de Bourgogne, de Brabant, de Milan, comte de Habsbourg, de Flandre, du Tyrol et de Barcelone, seigneurs de Biscaye et de Molina, etc. », ensemble abrégé dans l'expression « Roi des Espagnes et de Portugal ».
Dans la première moitié du XVIIe siècle, les tentatives de centralisation du comte-duc d'Olivares amènent les révoltes conjointes du Portugal et de la Catalogne en 1640, qui provoquent la restauration d'une dynastie royale nationale au Portugal, avec l'arrivée de Jean IV de Bragance sur le trône.
Pendant le reste du XVIIe siècle, les deux couronnes de Castille et d'Aragon restent des États indépendants juridiquement, administrativement et financièrement, unis en la seule personne du roi. Les deux entités prennent d'ailleurs des postures différentes en 1700, à la mort de Charles II, lors de la guerre de succession d'Espagne : alors que la Castille soutient la candidature au trône du Bourbon Philippe, duc d'Anjou, l'Aragon soutient l'option autrichienne, incarnée par Charles de Harbsbourg.
Le Portugal, dont le roi Pierre II s'ingère dans les affaires de ses voisins, appuie d'abord le candidat français, avant d'adhérer à la Grande Alliance et de soutenir l'option autrichienne. Mais il intervient, à l'instar des autres pays européens, afin d'obtenir des avantages territoriaux, sans songer à se présenter lui-même pour régner sur l'ensemble hispanique, auquel il a définitivement tourné le dos (signe ultime de ce tournant politique, un siècle et demi plus tard, lors de la Révolution de 1868 en Espagne, le roi Ferdinand II de Portugal se verra proposer la couronne d'Espagne après le départ en exil de la reine Isabelle II, mais il la refusera).

## Démembrement des Espagnes médiévales: centralisation et résistances
Ce sont les décrets de Nueva Planta, signés entre 1707 et 1716 dans la foulée de la guerre de succession d'Espagne par Philippe V d'Espagne, premier roi espagnol de la dynastie des Bourbons, qui modifient fondamentalement l'organisation territoriale des royaumes hispaniques (essentiellement pour punir l'Aragon d'avoir pris parti pour Charles de Habsbourg). Dès lors, les nations et royaumes ibériques inclus dans la Monarchie catholique sont privés de leur souveraineté et progressivement absorbées, démembrées et castillanisés sous l'autorité de Madrid. Le but des Bourbons est alors de donner une organisation centralisée similaire à celle de la France à l'ensemble des Espagnes.
Le mouvement d'intégration, très progressif, connaît des soubresauts, notamment pendant les périodes républicaines, plus fédéralistes. Jusqu'au début du règne d'Isabelle II d'Espagne (1833-1868), les monarques espagnols continuent d'ailleurs à utiliser leur titulature complète et la forme abrégée de « roi (ou reine) des Espagnes et des Indes ». En 1833, l'organisation en royaumes et principautés en vigueur jusque-là est remplacée par une organisation uniquement provinciale. La politique de castillanisation  et d'intégration se poursuit tout au long du XIXe siècle avec les Libéraux, est suspendue pendant la Seconde République espagnole (avec la promulgation des statuts d'autonomie de 1931 à 1938), et atteint son apogée sous Franco, qui soumet les royaumes et les nations historiques d'Espagne à une politique d'assimilation très dure.
Prise sur le temps long, la politique assimilatrice de Madrid bouleverse les structures socio-culturelles, linguistiques, politiques, économiques et familiales des royaumes, principautés et régions non-castillanophones d'Espagne : dans le royaume de Galice d'abord, où le galicien, langue littéraire et de grand prestige international à l'époque d'Alphonse X de Castille, connaît un recul phénoménal pendant les Siècles Obscurs, surtout après qu'Isabelle la Catholique ait décidé de la « domination et castration de la Galice » (« doma e castração do reino da Galiza »). L'usage du galicien est réprimé par les autorités madrilènes en représailles politiques du début du XIVe siècle à la fin du XIXe siècle, et il cesse d'être utilisé en public que ce soit dans les domaines politiques, juridiques, littéraires ou religieux. La Galice, reléguée au rang de royaume périphérique, puis de province pauvre, connaît un déclin violent qui amène l'éveil de l'identité galicienne aux XVIIIe et XIXe siècles (notamment sous la plume du père Frei Martiño Sarmiento).
On retrouve des phénomènes similaires dans les autres royaumes et nations historiques d'Espagne, surtout à partir du XIXe siècle, notamment au Pays basque, privé de ses libertés juridiques en 1876 et dévasté par les représailles franquistes lors de la guerre civile d'Espagne, mais aussi dans le sud de la Navarre, devenu castillanophone. Les Pays Catalans connaissent un sort similaire : la Catalogne est privée par Franco de son statut d'autonomie, le catalan est interdit, des livres en catalan sont brûlés, tandis que les imprimeries sont sujettes à une censure brutale. À la fin de la guerre civile, un grand nombre d'écrivains catalans (Mercè Rodoreda, Pere Quart, Carles Riba et beaucoup d'autres) s'exilent, privant leur pays d'une partie de son élite intellectuelle. Les conséquences de la politique assimilatrice menée par Madrid depuis le XVIIIe siècle sont également perceptibles aujourd'hui dans toute une frange occidentale et au sud-ouest de la Communauté valencienne, où le castillan est la seule langue parlée, alors que cet espace appartenait traditionnellement aux Pays catalans, et même dans la ville portugaise d'Olivença, occupée par Madrid depuis 1801, peuplée en partie de colons espagnols, et où l'usage du portugais est drastiquement interdit à partir de 1840, y compris dans la liturgie.
Prenant le contrepied de la dictature franquiste, afin que le royaume d'Espagne n'implose pas sous la pression des indépendantistes basques et catalans, la Constitution espagnole de 1978 crée les « communautés autonomes », héritières des anciens Royaumes d'Espagne, ou « Espagnes médiévales ». Depuis, l'État espagnol se décentralise progressivement en déléguant des compétences à ces communautés autonomes, cadre institutionnel actuel des Nationalités historiques d'Espagne. Les mouvements nationalistes et indépendantistes actuels militent essentiellement pour que leurs communautés autonomes retrouvent leur pleine souveraineté perdue lors du démembrement des Espagnes médiévales.

## Hégémonie méditerranéenne de la couronne d'Aragon
En 1238, les Catalans et les Aragonais sont parvenus au faîte de leur reconquête territoriale avec la prise de Valence par leur comte-roi Jacques Ier d'Aragon, le contact avec le Royaume de Grenade n'invoquant plus que les Castillans. Dès lors, les Catalans amorcent une période d'expansion sur le bassin méditerranéen ; ils prennent la Sicile normande, puis atteignent Naples ; cette aventure les mènera jusqu'en Grèce avec la fondation des colonies d'Athènes et de Néopatrie. Pendant toute la période médiévale, sous l'égide de la Couronne d'Aragon qui réunit en union dynastique la principauté de Catalogne, le royaume d'Aragon et le royaume de Valence, les Catalans exercent leur hégémonie sur l'ouest de la Méditerranée. Cette hégémonie culmine avec le Siècle d'or catalan (XVe siècle), pour la guerre et le commerce, et le Siècle d'or valencien pour la littérature catalanophone.

L'Empire d'Aragon sur la Méditerranée, prélude au « siècle d'or valencien ».

Deux cents ans plus tard, débordant de guerriers conquistadores et d'hidalgos qui auront achevé le cycle de leur reconquête, les deux Castilles fourniront depuis la terre d'Andalousie les rangs des conquérants qui partiront eux aussi à la conquête d'un Nouveau monde, dans la foulée de leurs voisins portugais, en route vers les Indes.